# Kazimierz Sołtysik (1918–1992)
Kazimierz Bronisław Sołtysik ps. „Kazek”, „Kazik” (ur. 17 lutego 1918 w Sanoku, zm. 29 czerwca 1992 we Wrocławiu) – kurier Komendy Głównej Związku Walki Zbrojnej, żołnierz Armii Krajowej, powstaniec warszawski, bibliotekarz, wykładowca akademicki.

## Życiorys
Kazimierz Bronisław Sołtysik urodził się 17 lutego 1918 w Sanoku. Był synem Michała i Heleny.
Po wybuchu II wojny światowej i nastaniu okupacji niemieckiej wraz z przyjaciółmi z Państwowego Gimnazjum im. Królowej Zofii w Sanoku, przedwojennymi podchorążymi Wojska Polskiego, Zbigniewem Dańczyszynem i Antonim Szczudlikiem, postanowił przedostać się na Zachód, aby przyłączyć się do armii polskiej we Francji. Wyruszyli z Sanoka pod koniec kwietnia 1940, po odbyciu pieszo trasy przez Bieszczady (przeszli Mokre, wzniesienia Chryszczatą, Wołosań, Solinkę oraz minęli szczyt Stryb od strony wschodniej), przekroczyli granicę z Węgrami, a potem dojechali pociągiem do konsulatu RP w Ungvár. Tam Sołtysik jako cywil otrzymał skierowanie do obozu dla polskich uchodźców w Záhony i tym samym został oddzielony od dwóch swoich kolegów. Przebywał tam około tygodnia i w tym miejscu spotkał swojego sąsiada z Sanoka, Stefana Grzyba. Obaj otrzymali od Karola Ferfeckiego propozycję służby w charakterze kurierów transgranicznych przenoszących pocztę. 20 maja 1940 otrzymali od Perssinga polecenie pierwszego transportu z pieniędzmi na ziemie polskie. Po kilku dniach przygotowań wyruszyli w drogę powrotną (trasą przez granicę polsko-węgierską podobną do pierwotnej, tj. mijając Stryb od wschodu), zabierając w plecakach poleconą pocztę tj. banknoty. Ładunek zdeponowali w punkcie przerzutowym w Żubraczem, w domu ks. Władysława Gedroycia, gdzie główną rolę odgrywała jego córka Jadwiga Kociatkiewicz. Następnie Sołtysik i Grzyb wrócili do Sanoka, a wkrótce potem ponownie udali się przez Żubracze do Kołonic. W kolejnych miesiącach odbywali kursy z bazy „Romek” na Węgrzech do Polski (prowadzonej przez Franciszka Mazurkiewicza ps. „Korday”, zaś innym przełożonym był Feliks Grodzicki ps. „Gryf”) na transgranicznej trasie kurierskiej pod nazwą „Las” (na odcinku Kołonice–Sanok, na której działali w ramach Tajnej Organizacji Wojskowej w konsulacie RP w Ungvár). Ich kursy z Ungvár do Polski trwały od maja do września 1940, a przenoszoną pocztę odbierali od Ferfeckiego (niekiedy też od leśniczego Adama Pałasiewicza w Kołonicach). Trasę na odcinku Ungvár–Sanok, mierzącą 130 km, pokonywali w cztery dni.
Po upadku Francji w 1940 i likwidacji konsulatu RP w Ungvár (październik 1940) na początek trasy kurierskiej został wyznaczony Budapeszt. Od tego czasu Kazimierz Sołtysik ps. „Kazek” (względnie „Kazik”) i Stefan Grzyb ps. „Adam” mieli dłuższą drogę do pokonania. Ich bazą wypadową był obóz dla polskich uchodźców w Leányfalu, pocztę odbierali w Budapeszcie, skąd pociągiem przemieszczali się do Záhony, Csap lub Ungvár (niekiedy osobno), potem taksówką przemieszczali się w okolice Stakčína do punktu Pałasiewicza, po czym około 20 km pieszo szli do Żubraczego, skąd wracali na stronę węgierską lub szli dalej  około 50 km do Sanoka. W swoich kursach przenosili środki płatnicze, broń, pocztę, meldunki Komendy Głównej Związku Walki Zbrojnej. W niektórych kursach przeprowadzali przez granicę osoby np. wojskowych, fachowców, emisariuszy i innych (do Polski przeszli nią np. płk Kazimierz Iranek-Osmecki w grudniu 1940, por. Józef Krzyczkowski w 1941, Ewa Korczyńska, Maria Szerocka).
Od początku 1941 Sołtysik i Grzyb korzystali z transportu przydzielonego im taksówkarza Laszlo (Laco) Waligóry, wcześniej pracującego jako kierowca w konsulacie RP w Ungvár (do tej pory obaj na swojej trasie na Węgrzech korzystali z przypadkowych taksówek). Podczas jednego z przejazdów z Ungvár 16 kwietnia 1941 przed miejscowością Kisberezna ich samochód został zatrzymany przez żandarmów słowackich. Ujawniono wtedy paczkę umieszczoną w miejscu na zapasowe koło, zawierającą 20 tys. dolarów, po czym Grzyb i Sołtysik zostali aresztowani (po zatrzymaniu Waligóra nie został skuty i zachowywał się swobodnie, zaś w toku całej akcji zarówno on jak i jego auto zniknęły z miejsca zdarzenia). Następnie obaj byli osadzeni przez dwa miesiące w więzieniu w Ungvár (trafili tam także ich współpracownicy z trasy leśniczy Pałasiewicz i rusiński chłop Wasyl Roszko, a potem także Karol Ferfecki, co dodatkowo utwierdziło ich w przekonaniu, że taksówkarz Waligóra okazał się zdrajcą). Potem byli przetrzymywani w więzieniach w Budapeszcie: Horthy Miklós Ut (tj. w twierdzy na „Hadiku” w Budzie), Marco Ut i Pest-Vidiki (m.in. przy ul. Kacsa). Około dnia 27 listopada 1941 wyrokiem sądu w Budapeszcie Grzyb i Sołtysik zostali skazani na karę pół roku pozbawienia wolności za popełnione przestępstwa walutowe. Przetrzymywani byli dłużej, jako że ponadto zostali osadzeni w obozie internowanych o obostrzonym rygorze w Toloncház (Budapeszt). Staraniem Ferfeckiego w marcu 1943 zostali zwolnieni, po czym skierowani do obozu dla uchodźców w Marcali nad Balatonem.
Wskutek „spalenia” tożsamości Grzyba i Sołtysika na dotychczasowej trasie kurierskiej obaj byli zmuszeni wyjechać na ziemie polskie. Decyzją z grudnia 1943 postanowiono przerzucić ich do okupowanej Polski. Na początku 1944 zostali przeprowadzeni przez granicę (Tatry, Podhale) przez kuriera Jana Bobowskiego, po czym przez pewien czas przebywali w Ostrowsku. Następnie, od Waksmundu prowadziła ich kurierka Ewa Korczyńska ps. „Ewa”, wraz z którą przedostali się do Warszawy około 7 lutego 1944. W Warszawie obaj zamieszkali nieopodal siebie w dzielnicy Żoliborz, Grzyb przy ul. Sułkowskiego 34, a Sołtysik przy ul. Dygasińskiego.
Kazimierz Sołtysik został żołnierzem Okręgu Warszawa Armii Krajowej. Przystąpił do grupy „Kampinos” pod komendą ww. kpt. Józefa Krzyczkowskiego ps. „Szymon”, pozostając w tej jednostce także po wybuchu powstania warszawskiego w sierpniu 1944. W jej szeregach walczył na obszarze Puszczy Kampinoskiej. Wraz ze służącym także w grupie „Kampinos” Stefanem Grzybem 15 sierpnia 1944 brał udział w pertraktacjach z dowództwem przechodzących przez Pociechy wojsk węgierskich, które – choć zakończone niepowodzeniem – odbywały się w przyjaznej atmosferze. Od następnego dnia jego batalion niósł transporty ze zrzutami z Puszczy Kampinoskiej do walczących powstańców w stolicy. W tym czasie, wskutek interwencji S. Grzyba witającego się ze stojącymi na drodze wojskami węgierskimi, marsz Polaków został przez nich przepuszczony. 19 sierpnia batalion dotarł do III Kolonii na Żoliborzu. Mimo odwrotu swojej jednostki do Puszczy, Grzyb z Sołtysikiem pozostał w Warszawie. Potem Sołtysik brał udział w walkach na Żoliborzu w szeregach II Obwodu „Żywiciel”. Służył jako bombardier w plutonie przeciwlotniczym 566 w składzie kompanii sztabowej. Po upadku powstania został wzięty przez Niemców do niewoli.
Po odzyskaniu wolności w 1946 powrócił do Polski. W 1947 ukończył naukę w macierzystej placówce, zostając absolwentem oddziału dla dorosłych w I Państwowej Szkole Męskiej Stopnia Podstawowego i Licealnego w Sanoku, gdzie zdał maturę (w jego klasie byli m.in. Adolf Liwacz, Stanisław Węcławik). Uchwałą Rady Miejskiej w Sanoku z 23 sierpnia 1947 został uznany przynależnym do gminy Sanok. Od kwietnia 1947 zamieszkiwał we Wrocławiu, gdzie w tym samym roku podjął studia uniwersyteckie. Ukończył je na kierunku ekonomicznym. Przez 37 lat pracował w tamtejszej uczelni (od 1950 Wyższa Szkoła Ekonomiczna, od 1974 Akademia Ekonomiczna im. Oskara Langego) aż do przejścia na emeryturę w 1985. Był bibliotekarzem, kierownikiem Oddziału Opracowania Biblioteki Wyższej Szkoły Ekonomicznej. Od 1960 do 1978 był wykładowcą bibliotekarstwa w ramach Studium Bibliotekarskiego.
We Wrocławiu zamieszkiwał przy ulicy Kasprzaka. Do końca życia utrzymywał kontakt z Sanokiem, w tym z harcerzami sanockiego hufca. Zmarł 29 czerwca 1992. Został pochowany na Cmentarzu Świętej Rodziny we Wrocławiu.

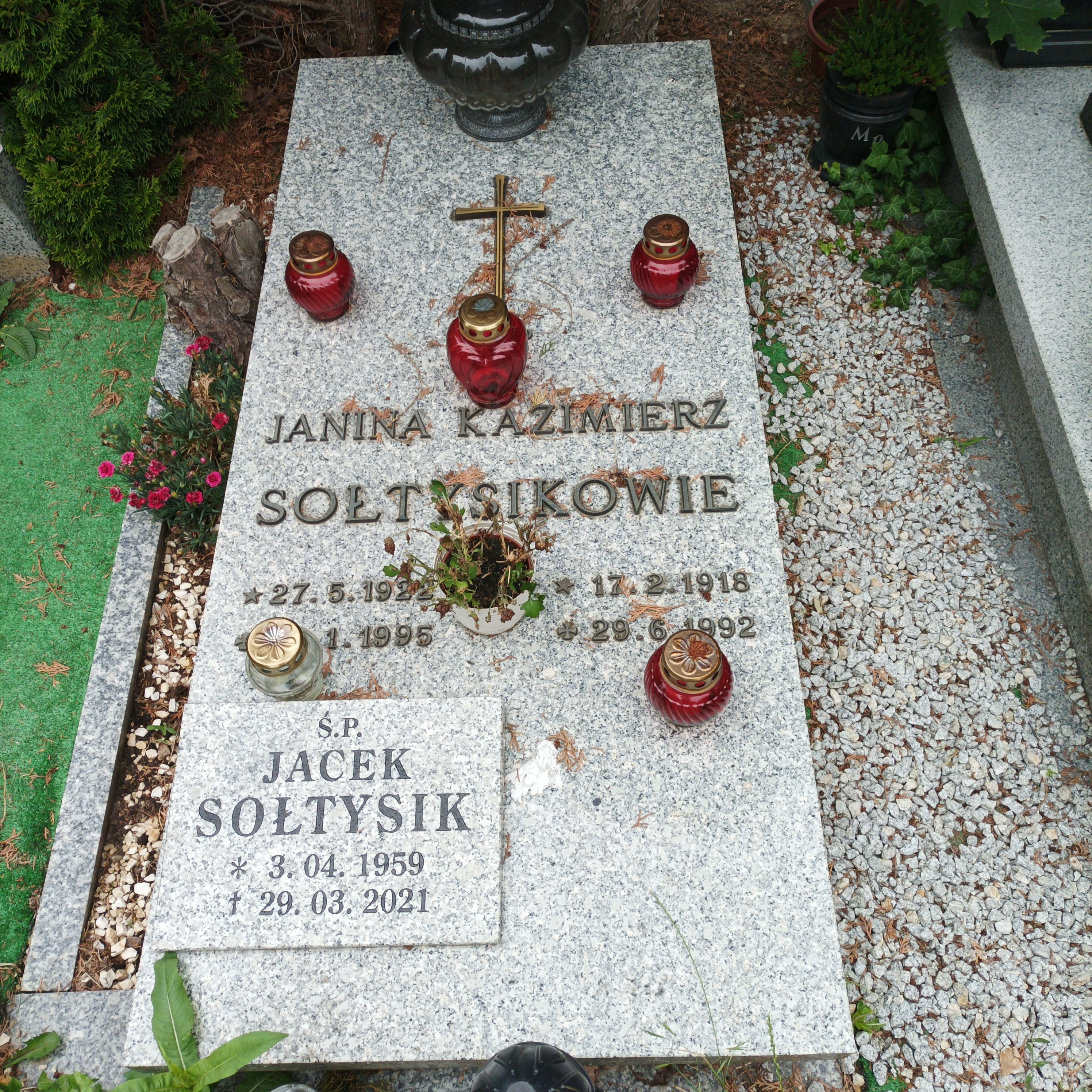
Grób Kazimierza Sołtysika na Cmentarzu Świętej Rodziny

## Odznaczenia
Odznaczenia
- Krzyż Kawalerski Orderu Odrodzenia Polski[50]
- Krzyż Walecznych – dwukrotnie[35]
- Złoty Krzyż Zasługi z Mieczami[35]
- Złoty Krzyż Zasługi[51]
- Medal Wojska[35]
- Krzyż Armii Krajowej[35]
- Warszawski Krzyż Powstańczy[35]
- Złota Odznaka ZNP[50]
- Odznaka „Zasłużony dla Akademii Ekonomicznej we Wrocławiu”[50]

Nagrody
- Nagroda za wybitne osiągnięcia (1974, przyznana przez ministra Nauki, Szkolnictwa Wyższego i Techniki)[50]
- Nagroda za wybitne osiągnięcia (1985, przyznana przez rektora Akademii Ekonomicznej we Wrocławiu)[50]